# Listă de micronațiuni
Aceasta este o listă de micronațiuni din lume. O micronațiune este o țară care are un guvern, și, de multe ori, legi independente de țara sau statul în care este așezată. Totuși, micronațiunile nu sunt recunoscute internațional ca țări independente.
- República Esperantista De Zercit
- Atlantium
- Christiania - un cartier cu guvernanță semi-independentă în orașul Copenhaga, Danemarca
- Provincia Râului Hutt
- Pacifica
- Porto Claro
- Regatul Riboalte (în Peninsula Iberică și două insulițe în Africa, din 1999) - Internet site-ul oficial în spaniolă, catalană, engleză și franceză
- Sealand
- TorHavn
- Imperiul aerican
- Aeterna Lucina
- Akhzivland
- Aramoana
- Asgardia
- Atlantium
- Austenasia
- Avram
- British West Florida
- Bumbunga
- Celestia
- Christiania
- Conch Republic
- Coral Sea Islands
- Elgaland-Vargaland
- Elleore
- EnenKio
- Flandrensis
- Fredonia
- Freedonia
- Frestonia
- Ganienkeh
- Glacier Republic
- Global Country of World Peace
- Hajdučka Republika
- Kingdom of Hay-on-Wye
- Republic of Hout Bay
- Humanity
- Hutt River
- Republic of Jamtland
- Republic of Molossia
- Kugelmugel
- Ladonia
- Lagoan Isles
- L'Anse-Saint-Jean
- Liberland
- Llanrwst
- Lovely
- Marlborough
- Melchizedek
- Minerva
- Molossia
- Morac-Songhrati-Meads
- M'Simbati
- Murrawarri Republic
- Naminara Republic
- Neue Slowenische Kunst
- New Utopia
- North Dumpling
- Nova Roma
- Nutopia
- Other World Kingdom
- Outer Baldonia
- Perloja
- Peščenica
- Republica  Ploiești
- Poyais
- Rainbow Creek
- Redonda
- Repubblica di Sbarre Centrali
- Reunion
- Romanov Empire
- Rose Island
- Saugeais
- Seborga
- Sedang
- Talossa
- Tavolara
- Trinidad
- Užupis
- Vikesland
- Wallachia
- Waveland
- Wendland
- Whangamomona
- Wirtland
- Wy
- Sovereign Yidindji Government
- Zaqistan